# Fukushima
Fukushima (japanski:福島市 Fukushima-shi) je grad u Japanu na otoku Honshū.

## Povijest
Fukushima se prvobitno zvala  "Shinobu-no-Sato," selo Shinobu. U 12. stoljeću Suginome Taro izgradio je dvorac i selo se počelo razvijati kao grad oko dvorca Fukushima. Tijekom razdoblja Edo, Fukushima se počela razvijati od proizvodnje svile, a njezino ime postalo je poznato čak i u Kyotu.  Status grada dobila je 1. travnja 1907., dana 1. srpnja 2008, grad Iino pripojen je Fukushimi.

### Potres i nesreća u elektrani
11. ožujka 2011 grad je osjetio posljedice potresa u Tihom oceanu, Fukushima je ostala bez vodoopskrbe i vlaka. 63 kilometara sjevernozapadno od grada dogodila se Nesreća u nuklearnoj elektrani Fukushima I, a grad je bio izloženi radijaciji.

## Zemljopis
Grad se nalazi oko 250 km sjeverno od Tokija i 80 km južno od Sendaia.

## Vanjske poveznice
- Grad Fukushima